# Earl Derr Biggers
Earl Derr Biggers född 24 augusti 1884 i Warren, Ohio, död 4 april 1933 i Pasadena, Kalifornien, var en amerikansk författare och skapare av den kinesiske detektiven Charlie Chan vid Honolulu-polisen, om vilken han skrev sex böcker. Många av hans böcker och pjäser har blivit filmade.

## Biografi
Biggers tog sin examen på Harvard University 1907.  
Han publicerade sin första bok Seven Keys to Baldpate (1913) och den blev väl mottagen. Boken har - passande nog - blivit filmad sju gånger.
1919 besökte Biggers Hawaii och det var då han fick idén till en ny sorts hjälte. När The Saturday Evening Post började publicera den första Charlie Chan-boken den 24 januari 1925 som följetong var det något helt nytt att skildra en kines som jämbördig med vita människor. Att han dessutom spred visdomsord runt omkring sig och löste knepiga pusseldeckare gjorde inte sensationen mindre.
Den första boken filmades redan samma år den kom ut 1925. Sedan dess har det producerats mer än 50 filmer med Charlie Chan. Den mest kände Charlie Chan-skådespelaren är antagligen svenske Warner Oland som porträtterade kinesen 16 gånger (fyra av dessa filmer existerar inte längre) på den vita duken mellan åren 1931 och 1937. Senaste gången Charlie Chan adapterades till film var 1981, då Peter Ustinov spelade huvudrollen i Charlie Chan and the Curse of the Dragon Queen.
Biggers bodde i San Marino i Kalifornien, och avled på ett sjukhus i Pasadena, efter att ha drabbats av en hjärtattack i Palm Springs. Han blev 48 år.

## Några väl valda Charlie Chan-visdomsord ur filmenCharlie Chan Carries On(1931)
- Advice after mistake is like medicine after dead man's funeral
- Only very brave mouse makes nest in cat's ear
- Too late to dig well when honorable house is on fire
- Man seldom scratches where he does not itch
- He who feeds the chicken, deserves the egg
- Every man must wear out at least one pair of fool shoes
- Good wife best household furniture
- Big head is only a good place for very large headache
- Man who fights law always loses; same as grasshopper is always wrong in argument with chicken